# Каунаське водосховище
Каунаське водосховище (лит. Kauno marios, дослівно «Каунаське море») — водосховище у Литві на річці Німан. Площа водойми становить 6350 га. Водосховище завдовжки 83 км та завширшки 3,3 км. Максимальна глибина — 22 м. Ємність 462,0 млн м³.

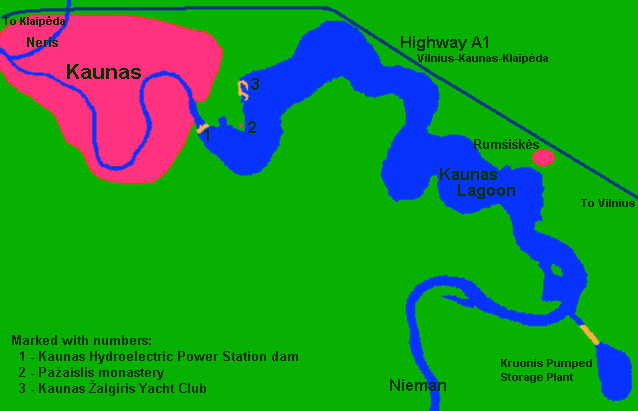
Схема Каунаського водосховища

Створено в 1959 році після перекриття залізобетонною греблею заввишки 24,6 м і довжиною 150 м на річці Німан нижче міста Каунас. Забезпечує роботу Каунаської ГЕС, а також є нижнім басейном ГАЕС Круоніс. Коливання рівня становлять 4 м. На берегах створений парк, є яхт-клуб.

## Історія
Будівництво Каунаської ГЕС почалося у 1955 році. Водосховище наповнене у 1959 році. Наповнення тривало 9 місяців. Рівень річки Німан піднявся у цьому місці на 19,5 м. При наповненні водосховища затоплено близько 45 населених пунктів (сіл, хуторів та містечко Румшішкяй) загальною площею 6350 га. Щоб підготувати дно для майбутньої водойми, виселено місцеве населення, у долині вирубані ліси та сади, перенесені сільські кладовища.